# Coccoloba hotteana
Coccoloba hotteana är en slideväxtart som beskrevs av Oswald Schmidt. Coccoloba hotteana ingår i släktet Coccoloba och familjen slideväxter. Inga underarter finns listade i Catalogue of Life.